# TA2

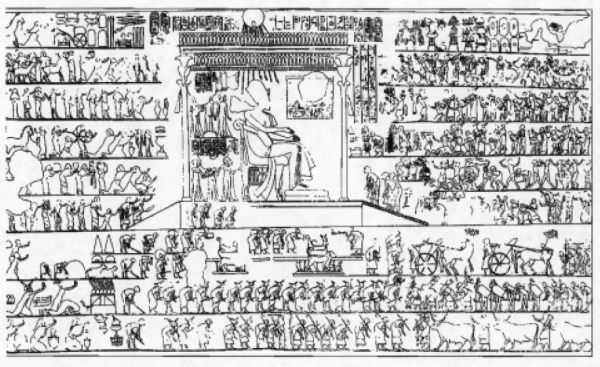
Esta imagen es relevante ya que según tengo entendido, es parte de la tumba. A pesar de que no es tan clara, el artículo pueda ser representable a los lectores.

La tumba TA2, tumba nº 2 de Amarna o tumba de Meryra II es la tumba del noble del Antiguo Egipto, Meryra II, Escriba Real, Mayordomo, Supervisor de los dos Tesoros y Supervisor del Harén Real de Nefertiti.
Se encuentra localizada en la conocida como Necrópolis Norte, cercana a la ciudad de Amarna, en Egipto.  
Aunque ahora se encuentra muy dañada, en su origen tenía en su fachada un marco con inscripciones por la que se accedía por un pasillo a una sala externa donde se encuentra grabada la escena de la Ventana de las Apariciones o recepción real donde están Akenatón y Nefertiti bajo los rayos de Atón. Más adelante se encuentra la última representación de Akenatón y su familia, esposa y sus seis hijas atendiendo a la presentación de tributos de vasallos extranjeros, o Durbar, que según las inscripciones se produjo en el segundo mes del año doce de su reinado.